# Kis Vuk
Série
Vuk
(1981)
Pour plus de détails, voir Fiche technique et Distribution.
Kis Vuk est un film britannico-hongrois d'animation de György Gát et János Uzsák, sorti en 2008. Il s'agit de la suite de Vuk.

## Fiche technique
- Titre : Kis Vuk
- Titre anglophone : A Fox's Tale
- Réalisation : György Gát et János Uzsák
- Scénario : György Gát et Péter Dóka d'après les personnages d'István Fekete
- Pays d'origine : Hongrie - Royaume-Uni
- Genre : animation
- Date de sortie : 2008

## Distribution (voix)
- Freddie Highmore : Little Jack
- Miranda Richardson : Anna Conda
- János Gálvölgyi : Vuk
- Gábor Csöre : Vuk Jr.
- Bill Nighy : Ringmaster
- Sienna Miller : Darcey
- Phil Davis : Jack
- Clemency Burton-Hill : Arabella
- Matthew McNulty : Alex
- Tim Bentinck : Papa Rabbit - Tibs - le Colonel - Igor
- Piroska Molnár : Doris
- Rupert Degas
- Levente Molnár

## Accueil
Le film est connu pour son accueil particulièrement négatif, notamment du public hongrois, pour le fait qu'il dénature le film auquel il fait suite, Vuk, sorti en 1981.